# Казем ас-Сахер
Казем Джаббар ас-Самараи (араб. كاظم جبار إبراهيم السامرائي‎) род. 12 сентября 1957 года в Мосуле, Ирак, более известен под своим сценическим псевдонимом Казем ас-Сахер (араб. كاظم الساهر‎) — иракский певец и композитор, имеющий двойное гражданство Канады и Катара, родился Казем Джаббар Ибрагим «Аль-Сахер» Аль-Самарраи Аль-Мосили. Известно, что до сих пор он сочинял все свои песни сам, за исключением нескольких, написанных другими композиторами. У него много титулов, самые важные из которых — «Посол иракской песни» и «Цезарь арабской песни», которые ему даровал покойный сирийский поэт Низар Каббани.